# سیلا (خواننده)
سیلا گنچ اوغلو (به ترکی‌استانبولی: Sıla;زاده ۱۷ ژوئن ۱۹۸۰) خواننده، ترانه سرا و آهنگساز ترک است. او در آچیپیام، دنیزلی به دنیا آمد و برای تحصیلات خود ابتدا در ازمیر و سپس در استانبول اقامت گزید. او در دوران دبیرستان شروع به آموزش صحنه ای کرد. پس از تحصیلات جاز در دانشگاه بیلگی، او برای مدت طولانی به عنوان خواننده پشتیبان کنان دوگولو ایفای نقش کرد.
سیلا در سال 2007 با آهنگ "...دن بعد" که در آلبوم خود او گنجانده شد و در لیست رسمی ترکیه رتبه اول را به خود اختصاص داد، شروع به کار کرد. او با آلبوم‌های واویلا(2012)، ماه جدید (2014) و جوهر (2016) به موفقیت خود در جدول ادامه داد. در این آلبوم‌های «بی عشق بخوابیم»، «دردی نمی‌کشد»، «سر»، «جای خالی»، «موقعیت‌ها»، «آهنگ‌های «هدیه» نیز در صدر جدول‌های ترکیه قرار گرفتند. علاوه بر این ها، آهنگ های بسیار دیگری مانند «خسته ام»، «غیرممکن» و «زور دوست داشتنی» به عنوان آهنگ های برتر وارد پنج آهنگ برتر شدند.سیلا که با هویت ترانه سرا و آهنگسازش که توسط منتقدان و همچنین خوانندگی اش تحسین می شود، متمایز بود، تقریباً تمام آهنگ های آلبوم های خود را خودش نوشت و به همراه افه بهادیر آن را ساخت. او همچنین اشعار بسیاری را برای خوانندگان دیگر سروده است. او با آهنگ‌های «چیزهایی که درباره‌اش حرف نمی‌زنیم» در سال 2010 و «ینی آی» در سال 2014 به پرفروش‌ترین خواننده سال ترکیه تبدیل شد. او تاکنون برنده ده ها جایزه شده است، از جمله چهار جایزه پروانه طلایی و هفت جایزه موسیقی ویدیویی Kral TV. (زاده 17 ژوئن 1980) خواننده، ترانه سرا و آهنگساز ترک است. او در آچیپیام، دنیزلی به دنیا آمد و برای تحصیلات خود ابتدا در ازمیر و سپس در استانبول اقامت گزید. او در دوران دبیرستان شروع به آموزش صحنه ای کرد. پس از تحصیلات جاز در دانشگاه بیلگی، او برای مدت طولانی به عنوان خواننده پشتیبان کنان دوگولو ایفای نقش کرد.سیلا در سال 2007 با آهنگ "...دن بعد" که در آلبوم خود او گنجانده شد و در لیست رسمی ترکیه رتبه اول را به خود اختصاص داد، شروع به کار کرد. او با آلبوم‌های واویلا(2012)، ماه جدید (2014) و جوهر(2016) به موفقیت خود در جدول ادامه داد. در این آلبوم‌های «بی عشق بخوابیم»، «دردی نمی‌کشد»، «سر»، «جای خالی»، «موقعیت‌ها»، «آهنگ‌های «هدیه» نیز در صدر جدول‌های ترکیه قرار گرفتند. علاوه بر این ها، آهنگ های بسیار دیگری مانند «خسته ام»، «غیرممکن» و «زور دوست داشتنی» به عنوان آهنگ های برتر وارد پنج آهنگ برتر شدند.سیلا که با هویت ترانه سرا و آهنگسازش که توسط منتقدان و همچنین خوانندگی اش تحسین می شود، متمایز بود، تقریباً تمام آهنگ های آلبوم های خود را خودش نوشت و به همراه افه بهادیر آن را ساخت. او همچنین اشعار بسیاری را برای خوانندگان دیگر سروده است. او با آهنگ‌های «چیزهایی که درباره‌اش حرف نمی‌زنیم» در سال 2010 و «ینی آی» در سال 2014 به پرفروش‌ترین خواننده سال ترکیه تبدیل شد. او تاکنون برنده ده ها جایزه شده است، از جمله چهار جایزه پروانه طلایی و هفت جایزه موسیقی ویدیویی پادشاهTV.